# Agrotis conjunctoides
Agrotis conjunctoides är en fjärilsart som beskrevs av Lucas 1959. Agrotis conjunctoides ingår i släktet Agrotis och familjen nattflyn. Inga underarter finns listade i Catalogue of Life.